# 煽動者
布莱克本火把（英語：Blackburn Firebrand）是一款二戰期間英国海軍航空兵所使用的全金屬、單翼、單座、單引擎攻击战斗机 ，由英國布莱克本航空器公司設計及製造。最初的設計目的是作为一架战斗机，但其不理想的運作表現和英國航空工业部將納皮尔軍刀活塞发动机分配給了霍克颱風式戰鬥轟炸機，導致布莱克本公司將煽動者從戰鬥機重新設計為攻擊戰鬥機。由於設計发展缓慢的原因，直到二戰結束後才正式交貨。僅有兩百多架被製造出來，于1953年退役。

## 发展
在一般情况下，海军航空兵所需的戰鬥機必須具有长距離飛行能力，且速度不能與戰鬥機相差太多。雖然保卫英国海军基地是英国皇家空军的責任，但並沒有成文的相關規定，因此英國海軍必須自食其力。为此，它需要一个拦截战斗机。西元1940年早期的挪威戰役中，顯示出單座、艦載的戰機是相當具有優勢的。布莱克本公司提出使用納皮尔軍刀24缸H型发动机的設計，而且在沒有原型機的情況下被允許製造。空军部航空器说明书N.11/40中要求該機必須要有最低每小時350節（650公里/400英里每小時）。
西元1941年七月11日，B-37被賦予「火把」的服役代號。駕駛艙和機身前後採用橢圓形的應力蒙皮和半硬殼設計，但在機身前方的扇形區域則使用管狀金屬製成的支架，其中安裝了169-英制加侖（770-公升；203-美制加侖） 的主油箱，也可在引擎後方安裝了71-英制加侖（320-公升；85-美制加侖）輔助油箱。飛機引擎的散熱器則是安裝在軍刀引擎整流罩附近的翼根延伸部分中。每一邊的機翼是由兩根機翼主幹支架組成，中間部分為可折疊式（並上翹5°兩面角) ，讓航空母艦的機艙能夠存放更多飛機。為了產生更多升力以及減少著陸速度，安裝了大型的液壓動力襟翼來延長副翼的邊緣長度。機上的固定武器為四挺 20 mm（0.79英寸）西斯帕诺 Mk II機炮，突出、並安裝在機翼上，每挺可攜帶200發彈藥。而安定翼和方向舵則安裝在水平尾翼的前方來確保發生尾旋時能夠恢復正常狀況和確保方向舵能夠保持作用。而尾輪式起落架的主輪被安裝在尾翼部分中間部分，並能夠收到機翼中。 火把有一個不常見的設計，他的空速表安裝在駕駛艙外，讓駕駛員不需要在降落時，分心低頭查看，成為另類的抬頭顯示器先驅。
未武裝的原型機在1942年二月27日進行處女航，該原型機使用軍刀二型發動機，而武裝過的兩架原型機則在同年七月15日進行試飛。在前幾次的飛行測試中，火把的表現令人失望，他的最大空速距離預估的最大時速，相差了32 mph（51 km/h） 。此後布莱克本公司特別為火把安装了軍刀三型發動機，來取代原先使用的軍刀二型發動機，並增加了空速，在17000英尺（5182公尺）處能夠達到358 mph（576 km/h） 的最高速度。 西元1943年二月，火把的第二架原型機：「DD810」，在英國皇家海軍中校丹尼斯·坎貝爾的操控下，成功降落在HMS 卓越號（R87） 。而軍刀式發動機也被用霍克颱風式戰鬥機上，且已經被英國航空器製造部（MAP）核可生產，並讓颱風式優先使用軍刀式發動機。但是軍刀式發動機正發生生產問題 ，因此需要一個新的引擎以及新的機身設計。為了有效運用時間和資金，航空器製造部決定將煽動者轉為攻擊戰鬥機，來滿足海軍航空兵對單座魚雷轟炸機以及具有空戰機動能力的飛機。九架火把 Mk.I按照原先的設計製造出來，被保留做為開發或研究用機。
DD810原型機在一次緊急著陸後嚴重受損，DD810被轉為第一個攻擊戰鬥機原型機，即為火把 TF Mk.II（設計代號B-45），並在西元1943年三月31日首飛。 TF Mk.II將Mk.I的機翼中間部分加寬了1英尺3.5英寸（0.394），藉此增加安裝在機身下方中央的魚雷和兩個前路輪的距離。如同Mk.I，TF Mk.II僅生產了非常少的十二架飛機，一樣被保留做為開發或研究用機，其中包含負責進行岸基實驗的708海軍航空中隊。布莱克本公司為英國皇家空軍設計了多種使用軍刀發動機的飛機，例如使用高升翼的B-42（即為B-41），以及B-43水上飛機，但都沒有被採用。
新的設計被定為空軍布航空器說明書S.8/43，並記錄了煽動者TF. Mk III（B-45）使用可輸出 2,400-匹馬力（1,800-千瓦特）的布里斯托尔人马座VII星型發動機。有兩架未完成的火把Mk.I以及二十七架另外製造的飛機存在於首批交貨的五十架飛機中。TF. Mk III原型機在西元1943年十月21日首飛，但是由於速度十分緩慢，正式飛行延後到了西元1944年十一月才進行。一個設計上的大修改式有關較大直徑的半人馬引擎，這個修改包括化油器的進氣口和原先安裝在翼根的引擎散熱器被替換成油冷器。彈簧式的配平片被安裝在控制板的表面。在最先製造的十架成品後出廠的飛機改用了改進版的半人馬九型發動機 。Mk.III後來被發現因為多個理由不適合使用在航空母艦上。新的發動機比軍刀式產生更大的扭距，而方向舵也不足以在襟翼全開的航空母艦起飛時使用，另外，在降落時的能見度十分差強人意、捕捉鉤過於脆弱，甚至可能出現失速並折斷機翼的狀況，所以研發過程將繼續進行直到這些問題被解決。
火把TF. Mk IV（B-46 )，新的設計採用了更大的尾翼，使飛機在低速時能夠有更佳的操縱性。而方向舵改採了平衡舵，水平尾翼傾角向左減少了三度，用以抵銷四葉Rotol螺旋槳的扭距。而兩片機翼的上下方安裝了精心選擇的液壓動力的俯衝減速板，現在每侧機翼可以攜帶一枚2,000-英磅（910-）的炸彈或是45-英制加侖（200-公升；54-美制加侖）的副油箱，亦或是八枚RP-3火箭。機身支架現在必須支撐連接在機身下方的魚雷架和魚雷，因此這個魚雷架要能夠轉動，來增加著陸時起落架的淨空和飛行時魚雷產生的阻力。一個100-英制加侖（450-公升；120-美制加侖） 的油箱被安裝在飛機放置魚雷的位置。Mk.IV在西元1945年三月17日進行首飛，也是第一种進入大量生產的火把，約有170架製成，但也有超過50架的同型飛機被取消製造。
較晚的火把TF. Mk 5稍稍減少了阻力，123架Mk.IV也轉為TF Mk 5。而火把的最後一個型號是TF. Mk 5A，使用了液壓升降的副翼，增加了飛機的翻滾速率，兩架Mk 5和五架Mk IV轉換成了Mk 5A。

## 服役紀錄

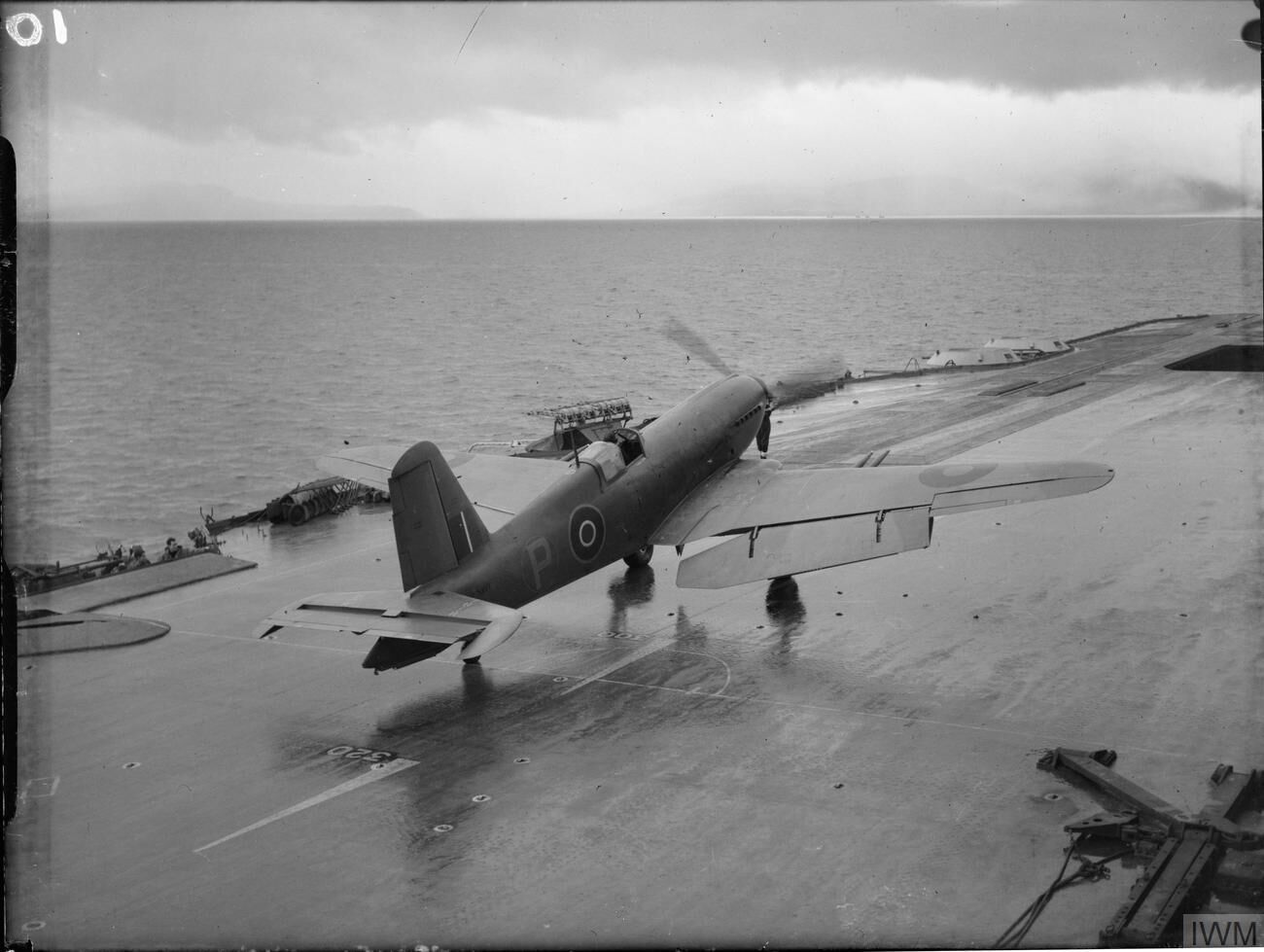
一架火把TF. Mk II獨自在HMS光輝號航空母艦 (87)航空母艦的飛行甲板上滑行，可以看見該機的襟翼在實驗時加長了

火把並未使用在二戰之中，因為他並未如期交給813海軍航空中隊，直到1945年九月1日才完成交貨。而該中隊由於沒有被派駐在海上，而在西元1946年九月30日被解編。而該部隊在1947年5月1日被復員，並使用了火把TF. 5，並在怨仇号航空母舰飛行，稍晚被移到了HMS 不屈號航空母艦直到在1953年二月被使用渦輪螺旋槳的韦斯特兰飞龙攻擊機取代。827海軍航空中隊在1950年十二月13日取得火把TF 4和TF 5型，並一直在HMS 鷹號航空母艦服役，直到西元1952年十一月19日該部隊被解編為止。多種二線中隊曾使用各種火把於訓練或實驗任務中。
在英國海軍航空兵上校試飛員艾利克·布朗的報告中提到煽動者：「性能低落，遺憾的是缺乏機動性，特別是在滾動速度方面。」 而駕駛艙和機翼後緣的位置剝奪了飛行員的視線，非常難以瞄準目標和於航空母艦降落，布朗甚至下了重語：「一個艦載機的災難。」

## 變種
布莱克本 B-37
以空軍部航空器說明書N.11/40為標準製造的三架原型機，在西元1941年七月11日命名為「火把」，其中第二架原型機被重建成TF. II原型機。
火把 F I
為前者的衍生機型，原先被下訂五十架，但最後幾乎都改為 TF. II或TF. III型，只有剛開始的九架為F.I型。
火把 TF. II
改進版，十二架建成。
火把 TF. III
又稱莱雷克本 B-45，使用人马座VII發動機的型號，有以空軍部航空器說明書S.8/43為標準製成的兩架原型機，以及二十七架建成。
火把 TF. IV
又稱布莱克本 B-46，使用2520匹馬力的人马座IX或人马座57型發動機的型號，被下訂了兩百五十架，但僅有一百七十架完成，其中一百二十四架被轉換成了TF.5，而這一百二十四架中也有一些在交機前就轉換成了TF. 5。 九架TF. IV被改裝和設計成TF.IV(mod)。
火把 TF. 5
改進版，一百二十四架改自TF.IV，其中有兩架又改為TF. 5A。
火把 T.F. 5A
一架原型機改裝自TF. 5，而其他六架則分別改裝自TF. IV或T.F. V。

## 使用國
英国
- 皇家海軍航空兵
  - 813海軍航空中隊（英语：813 Naval Air Squadron）[16]
  - 827海軍航空中隊（英语：827 Naval Air Squadron）[17]

## 技術規格 （火把 TF. Mk IV）
資料來源：The Firebrand...Blackburn's Baby 'Battleship'

### 基本規格
- 機組員：1名
- 長度：38英尺9英吋
- 翼展：51英尺3.5英吋
- 高度：13英尺3英吋
- 翼面積：383平方英尺
- 空重：11,457磅
- 總重：16,700磅
- 燃料容量：1090公升

### 發動機
- 發動機：一具布里斯托尔人马座（英语：Bristol Centaurus）IX星型發動機，2520馬力
- 螺旋槳：四葉Rotol螺旋槳，螺旋槳支柱直徑13英尺3英寸

### 性能
- 最大速度：550千米/小時
- 巡航速度：412千米/小時
- 飛行距離：1199千米
- 爬升率：792.5米/分

### 武裝
- 四挺20 mm（0.79英寸） 西斯帕诺 Mk V機炮（英语：Hispano-Suiza HS.404）
- 一枚1,850磅（840）魚雷或兩枚2,000磅（910）炸彈
- 16枚RP-3火箭彈（英语：RP-3）

### 引文
1. ↑  Buttler 2004, p. 173
2. ↑  Brown, p. 27; Jackson, pp. 440–41
3. ↑  Brown, p. 29
4. ↑  , Flight, 22 November 1945: 551  [2018-09-18], （原始内容存档于2015-02-18）
5. ↑  Brown, pp. 26, 28
6. ↑  Friedman, p. 279; Jackson, pp. 441–42
7. ↑  Jackson, pp. 442–43
8. ↑  Jackson, pp. 443–44
9. ↑  Brown, p. 30; Jackson, p. 445
10. ↑  Sturtivant 1984, pp. 212, 214, 280, 282, 437
11. ↑  Brown, p. 30
12. ↑  Brown, pp. 31, 46–47
13. ↑  Jackson, p. 449
14. ↑  Sturtivant 2004, pp. 33–41
15. ↑  Buttler 2004, p. 174
16. ↑  Sturtivant 1984, pp. 212, 214
17. ↑  Sturtivant 1984, pp. 280, 282
18. ↑  Brown, pp. 27, 30

## 外部連結
- Firebrand development versions （页面存档备份，存于） Flight 13 Feb 1947